# Белый Наволок
Белый Наволок — мыс на северо-западе побережья Мурманской области в России, находится в южной части залива Варангер-Фьорд Баренцева моря.
Мыс возвышенный, сложенный из магматических горных пород — гранитов и гнейсов, которые выходят вверх над осадочными породами и стремительно обрываются к морю, образуя обрывистые берега. У побережья мыса разбросаны подводные и надводные кекуры.